# Sasolburg
Sasolburg est une grande ville industrielle de la province de l'État-Libre en Afrique du Sud. Elle fut fondée en 1954 pour les employés de Sasol, une importante et stratégique entreprise sud-africaine de l'industrie chimique. Elle fait partie du triangle industriel du Vaal au côté des villes de Vereeniging et Vanderbijlpark.

## Démographie
Selon le recensement de 2011, la commune de Sasolburg comprend 30 699 résidents, principalement issus de la communauté blanche (66,07 %). Les noirs et les coloureds représentent respectivement 30,96 % et 1,63 % des résidents. Les habitants de la commune sont à 64,01 % de langue maternelle afrikaans et à 16,43 % de langue maternelle sesotho.
La zone urbaine, comprenant la commune de Sasolburg et le township de Zamdela (81 860 habitants à 99,44 % issus des communautés noires), compte cependant 113 038 résidents (80,8 % de Noirs, 18 % de Blancs).

## Historique
La Sasol fut constituée par le gouvernement sud-africain pour pallier le manque de réserves en pétrole brut et à la dépendance du pays envers les importations. La Sasol développa une technologie de pointe unique au monde pour convertir du charbon à faible teneur en pétrole. La ville nouvelle de Sasolburg comme celle voisine de Vanderbijlpark au Transvaal fut créé comme une cité modèle rationnellement aménagé et pourvoyant logements et services aux employés de la société. Elle fut aussi établie selon les plans de l'apartheid.
Si les premiers édifices de Sasolburg sortent de terre dès 1952, la ville nouvelle fut proclamée en août 1954.